# Semialarium
Semialarium és un gènere de plantes amb flors amb tres espècies que pertanyen a la família Celastraceae.

## Taxonomia
- Semialarium mexicanus
- Semialarium paniculatum
- Semialarium paniculatus